# San Isidro (Leyte)
San Isidro è una municipalità di quarta classe delle Filippine, situata nella Provincia di Leyte, nella Regione di Visayas Orientale.
San Isidro è formata da 19 baranggay:
- Banat-e
- Basud
- Bawod (Pob.)
- Biasong
- Bunacan
- Busay
- Cabungaan
- Capiñahan (Pob.)
- Crossing (Pob.)
- Daja-daku
- Daja-diot
- Hacienda Maria
- Linao
- Matungao
- Paril
- San Miguel
- San Jose
- Taglawigan
- Tinago